# Cookeville
Cookeville är administrativ huvudort i Putnam County i Tennessee och säte för Tennessee Technological University. Orten har fått sitt namn efter politikern Richard F. Cooke. Enligt 2020 års folkräkning hade Cookeville 34 842 invånare.